# Пиро, Освальдо
Освальдо Карлос Пиро (исп. Osvaldo Carlos Piro; 1 января 1937, Буэнос-Айрес — 7 августа 2025, Ла-Фальда) — аргентинский бандонеонист, дирижёр, аранжировщик и композитор танго.

## Биография
Освальдо Пиро родился в районе Ла-Патерналь города Буэнос-Айрес. С 10 лет начал обучение игре на бандонеоне у Феликса Кордиско, затем продолжил занятия с Доминго Маттио, который ранее играл в оркестре Анибала Тройло. Он также изучал гармонию с Педро Рубионе и Хулио Нисталем, а философию музыки — с Хуаном Франсиско Джакоббе.
В 11 лет Пиро основал детское музыкальное трио OSMASI (Освальдо, Марио и Симон). В 15 лет начал профессиональную карьеру, присоединившись к оркестру Рикардо Педевиллы. В 16 лет вошёл в оркестр Альфредо Гобби, где играл шесть лет. Также кратковременно выступал в оркестрах Виктора Д’Армарио, Анхеля Д’Ангостини и Сельсо Амато. В 1964 году присоединился к оркестру Фульвио Саламанки.
16 февраля 1965 года Пиро дебютировал со своим собственным оркестром на Радио Бельграно с певцом Карлосом Ногесом. В том же году он был приглашён на фестиваль танго в Ла-Фальде и записал свой первый LP на лейбле Alanicki, представленный Анибалом Тройло. В 1968 году получил награду Palma de Oro на фестивале в Ла-Фальде и премию Martín Fierro аргентинского телевидения. В том же году записал два LP на лейбле Philips.
С 1984 по 1988 год Пиро жил в Европе, выступая на фестивале в Арле, в клубе Trottoirs de Buenos Aires в Париже, а также в Нидерландах, Финляндии, Швеции, Италии и Швейцарии. После возвращения в Аргентину основал проект San Telmo Tango, где выступал со своей группой Ensamble 9. С этим ансамблем и приглашёнными артистами Хулианом Пласой и Эладией Бласкес записал CD Romance de Abril.
В 1994 году Пиро был назначен дирижёром Национального оркестра аргентинской музыки имени Хуана де Диоса Филиберто. В 1996 году получил звание Почётного гражданина города Буэнос-Айрес. Среди его известных композиций — Azulnoche и Octubre.

## Личная жизнь
Освальдо Пиро был женат на известной аргентинской певице танго Сусане Ринальди. У них есть дочь — певица Лигия Пиро.

## Награды и признание
- 1965 — Palma de Oro на фестивале в Ла-Фальде, Кордова.
- 1966 — премия Martín Fierro от APTRA.
- 1985 — премия Konex в категории «Дирижёр типичного оркестра».
- 1995 — премия Konex в категории «Ансамбль танго».
- 1996 — Почётный гражданин города Буэнос-Айрес.